# Ben Alexander (rugby à XV)
Pour les articles homonymes, voir Ben Alexander et Alexander.

a Compétitions nationales et continentales officielles uniquement.

b Matchs officiels uniquement.
Dernière mise à jour le 28 avril 2020.
Ben E. Alexander, né le 13 novembre 1984 à Sydney, est un joueur de rugby à XV australien, désormais retraité. Il évoluait en équipe nationale avec les  Wallabies et avec la franchise australienne des Brumbies au poste de pilier.

## Carrière

### En club
Alexander a été arrêté en 2005 à la suite de complications survenues après qu'il eut la jambe brisée. Il a repris la compétition en 2007 avec l'équipe anglaise des Bedford Blues, puis est retourné en Australie pour une opération à la jambe (retrait d'une plaque métallique mise à l'opération antérieure). Il joue avec le club d'Eastwood en 2007 puis est sélectionné avec les Western Sydney Rams avec lesquels il dispute la saison 2007-08 de l'Australian Rugby Championship.
Il dispute le Super 14 avec les Brumbies : 5 matchs en 2008 et 13 matchs en 2009. Lors de sa première saison de Super 14 il se fait remarquer par ses performances alors qu'il entre en cours de jeu. Cela lui vaut d'être sélectionné en équipe nationale en 2008. Sa Saison 2010 de Super 14 est remarquable, ce qui lui vaut d'être sélectionné dans la dream team du tournoi 2010. Lors de cette même saison, il inscrit de nombreux essais pour la franchise australienne.
Après avoir joué 154 matches pour l'équipe des ACT Brumbies en Super Rugby, un record, Ben Alexander annonce sa retraite sportive le lundi 27 août 2018.

### En équipe nationale
Alexander débute avec l'équipe d'Australie des moins de 21 ans en 2005. Il joue son premier test avec les Wallabies le 28 juin 2008 contre la France à Sydney. Il dispute le Tri-nations 2009, avec un premier match comme titulaire le 29 août contre les Springboks. Il remporte le tri-nations en 2011 après la victoire 25 à 20 des Wallabies sur la Nouvelle-Zélande lors de la dernière rencontre de la compétition. Le 18 août 2011, il est retenu par Robbie Deans dans la liste des trente joueurs qui disputent la coupe du monde. Lors du premier match de poule contre les Italiens, il marque le premier des quatre essais australiens.

## Palmarès
- Vainqueur du tri-nations en 2011

## Statistiques en équipe nationale
- 30 sélections
- 15 points (3 essais)
- sélections par année : 4 en 2008, 14 en 2009, 6 en 2010, 6 en 2011
- Tri-nations disputés : 2009, 2011